# Contea di Grafton
La contea di Grafton, in inglese Grafton County, è una contea dello Stato del New Hampshire, negli Stati Uniti. La popolazione al censimento del 2000 era di 81 743 abitanti, 86 291 secondo una stima del 2009. Il capoluogo di contea è Haverhill.

## Geografia fisica
La contea si trova nella parte centro-occidentale del New Hampshire. L'U.S. Census Bureau certifica che l'estensione della contea è di 4 532 km², di cui 96 km² coperti di acque interne. La contea è piuttosto rurale.
Circa metà del territorio fa parte della White Mountain National Forest e il sentiero degli Appalachi passa per la contea. L'Old Man of the Mountain (Vecchio della Montagna) è una formazione rocciosa famosa per ricordare il profilo di un uomo ed è un simbolo dello stato del New Hampshire. Vi si trovano diversi laghi, tra cui Newfound Lake e Mascoma Lake.
Il capoluofo è Haverhill e altre città importanti sono Lebanon, Littleton, Plymouth e Enfield.

### Contee confinanti
- Contea di Essex (Vermont) - nord
- Contea di Coos - nord-est
- Contea di Carroll - est
- Contea di Belknap - sud-est
- Contea di Merrimack - sud
- Contea di Sullivan - sud
- Contea di Windsor (Vermont) - sud-ovest
- Contea di Orange (Vermont) - ovest
- Contea di Caledonia (Vermont) - nord-ovest

## Storia
La tribù Abenachi locale era quella dei Coosuc. La contea fu creata nel 1796 e deve il suo nome a Augustus Henry Fitzroy, III duca di Grafton. Una comunità di shakers fiorì nel Lower Shaker Village tra il 1793 e il 1923.

## Suddivisioni amministrative

### Città
- Lebanon

### Towns
- Alexandria - town
- Ashland - town
- Bath - town
- Benton - town
- Bethlehem - town
- Bridgewater - town
- Bristol - town
- Campton - town
- Canaan - town
- Dorchester - town
- Easton - town
- Ellsworth - town
- Enfield - town
- Franconia - town
- Grafton - town
- Groton - town
- Hanover - town
- Haverhill - town
- Hebron - town

- Holderness - town
- Landaff - town
- Lincoln - town
- Lisbon - town
- Littleton - town
- Lyman - town
- Lyme - town
- Monroe - town
- Orange - town
- Orford - town
- Piermont - town
- Plymouth - town
- Rumney - town
- Sugar Hill - town
- Thornton - town
- Warren - town
- Waterville Valley - town
- Wentworth - town
- Woodstock - town

### Census-designated place
- Woodsville, nel territorio di Haverhill

### Territori extracomunali
- Livermore